# Jordsand
Jordsand (nordfrisisk: Jorsund) var en dansk hallig – en uinddæmmet ø i Vadehavet, som blev delvis opslugt af havet i vinteren 1998/99. Jordsand lå sydøst for Rømø, 7 km nordvest for Højer og øst for Sild. Jordsand forsvandt endelig i sommeren 2001. Øen lå på det 8 km lange Jordsand Flak, som er et sandområde og resterne af et fastlandsområde.
Øen var beboet i 1600- og 1700-tallet. Siden har stormfloder ædt af øen. 1999 forsvandt al vegetation fra øen, og den betegnes som et såkaldt højsand(vegationsløs sandø). Området fungerer nu som rasteplads for sæler og havfugle.
Øen havde stor betydning for fuglelivet, som blev totalfredet på øen allerede i 1907, og fredningen videreførtes i Danmark efter Genforeningen i 1920. 
Det er muligt fra Hjerpsted nord for Højer ved ebbe at gå eller med traktor at komme ud til højsandet, men ikke uden en lokalkendt fører. 
Jordsand er også et navn på en tysk forening som blev oprettet 1907. Modsat øen eksisterer forening også i nutiden. Foreningens vigtigste opgave er at føre tilsyn med fugle og naturbeskyttelsesområder i Tyskland. I alt 20 reservater (2011) blev på et videnskabeligt grundlag oprettet.

## Historie
I Kong Valdemars jordebog fra 1231 nævnes det, at der stod et hus på øen med navnet Hjortsand. 
På et kort fra fra 1649 angives det, at øen havde et areal på 6 km². På et kort fra Videnskabernes Selskab var øen i 1807 kun 0,4 km², og 1873 blev øen matrikuleret, og arealet opgivet til 0,18 km². I areal havde øen 1805: 40 ha – 1841: 35 ha – 1873: 18,4 ha – 1936: 7,2 ha – 1973: 2,3 ha.
Den første ejer, man i nutiden kender til, var Laurenz Freese, som ejede øen fra 1537 til 1591. 
1607 ejedes øen af Matz og Jen Michelsen. 1834 af M. Mathiesen, Hjerpsted Stampemølle. Hans 3 børn og en tjenestekarl blev på vej hjem fra øen overrasket af højvande og druknede. Øen har sandsynligvis efterhånden kun været beboet om sommeren. 
1689 skulle en større hærstyrke i oktober udskibes fra Jordsand, og lokale bønder blev hyret til at fragte soldater og materiel ud til øen. Her skulle de være blevet overrasket af storm og tåge , så de blev fanget på øen i tre dage. Da der samtidig frøs, skal flere være omkommet på øen, hvor man ikke havde nogen form for beskyttelse mod stormens rasen. På grund af det dårlige vejr måtte de sidste tropper opgive brugen af Jordsand og i stedet blive udskibet fra Højer.
1782 ejede Hans Pilgaard begge lodder på Jordsand. Men han føler sin ejendom truet og anmoder  amtmanden om at besigtige øen, men han afslår og gør Hans Pilgaard opmærksom på, at han selv skal klare det økonomiske. 
1805 kommer Videnskabernes Selskabs kort (1 -120.000), og i 1807 blev der foretaget opmålinger af søløjtnanterne Holst og Tuxen. Her opgives øens areal til 40 hektar. 
1834 ejes Jordsand af M. Mathiesen, Hjerpsted Stampemølle. Øen blev brugt til kreatur og  fåregræsning om sommeren samt til høslæt. Under en tur hjem fra Jordsand, blev Mathiesens søn og hans  to søskende og en tjenestekarl overrasket af højvande og storm. Alle fire druknede. 
Før 1864 havde den danske regering planer om at anlægge en dybvandshavn og jernbanestation ved øen, men efter 1864 anlagde man i stedet havnen ved Esbjerg.
1895 blev øens eneste hus, et stråtækt og muret beboelseshus og værftet, hvor det stod på, tilintetgjort af en stormflod.
1897 ansøgte ejerne af det ødelagte hus om at få huset genrejst på statens bekostning. Dette blev dog afvist. 1899  blev Jordsand solgt til hotelejer Søren Panku fra List for 1.350 Mark. I 1900 købte apoteker Wasmuth fra Hamborg øen for 3.000 Mark.
1922 blev fuglelivet på Jordsand fredet, og samme år ansatte Dansk Ornitologisk Forening en lokal opsynsmand til at bo på øen fra maj til august. DOF beholdt opsynet med øen til 1936, hvor den blev et vildtreservat. 
1923 blev øen ejet af Jens Winther Jensen fra Bådsbøl. Det var det sidste år, øen blev anvendt til græsning, da en sommerstorm var årsag til, at mange får og heste druknede. 
1939 blev øen og det omkringliggende Vadehav på 10.000 ha vildreservat. 
1943 købte gårdejer Medert Ehmsen, Rejsby øen. Den havde han helt til sin død i 1973. Derefter var det enken, Herle, som var ejer af øen. Ehmsen fandt 1969 en cisternebrønd på øen. På Meyers kort fra 1649 er der indtegnet et hus, omtrent det sted, hvor brønden blev fundet.  
Fra 1960 til omkring 1990 havde Vildtbiologisk Station, Kalø, et observationsskur på pæle på øen. Det var særlig vigtigt at observere havfuglene under højvande.
1976 forsøgte man at sikre øen, men en stormflod ødelagde kort tid efter kystsikringen.
1999 blev Skov- og Naturstyrelsens observationshytte fjernet og Jordsand regnes nu for et højsand.